# Johann Albrecht Bengel
 (décembre 2016).
Johann Albrecht Bengel, né le 24 juin 1687 à Winnenden dans le Duché de Wurtemberg), mort le 2 novembre 1752 à Stuttgart est un éducateur et théologien luthérien souabe et une figure marquante du piétisme allemand.

## Biographie
À la mort de son père survenue en 1693, l'éducation  du jeune Bengel est assurée par un ami qui sera plus tard maître au gymnase de Stuttgart. En 1703, Bengel quitte cette ville pour entrer à l'Université de Tübingen et devient séminariste au Tübinger Stift. Là il consacre son temps libre à l'étude des textes d'Aristote et de Spinoza et étudie en théologie les travaux de Philipp Spener, de Johann Arndt et d'August Francke. Sa connaissance de la métaphysique de Spinoza est telle qu'il se voit confier par l'un de ses professeurs la tâche de réunir le matériel nécessaire à la rédaction d'un traité intitulé De Spinosismo, qui sera par la suite publié. Après l'obtention de son diplôme, Bengel se voue à la théologie. Même à cette époque, il est en proie au doute religieux. À la lumière de ses travaux ultérieurs, il apparaît que sa perplexité est liée à des doutes sur l'authenticité de certains passages du Nouveau Testament grec. En 1707, Bengel est consacré pasteur et affecté à la paroisse de Metzingen. Durant les années qui suivent, il est rappelé au séminaire de Tübingen pour y assumer la charge de répétiteur et de tuteur en théologie. Il conservera à ce poste jusqu'en 1713, date à laquelle il est nommé à la tête du séminaire protestant de Denkendorf nouvellement créé, une école préparatoire de théologie.
Avant de prendre ses nouvelles fonction, il visite une grande partie de l'Allemagne, pour en étudier les systèmes d'éducation en vigueur, tant dans les séminaires de jésuites  que dans les luthériens et les réformés.  À Heidelberg, son attention est attirée sur les canons de la critique des écritures publiés par Gérard De Maastricht. À Halle il s'intéresse à l'ouvrage Anacrisis ad Apocalypsin de Campeius Vitringa. L'influence de ces lectures sur ses propres études théologiques se retrouvera ensuite dans certains de ses travaux. Pendant vingt huit ans, de 1713 à 1741, il est le maître  (Klosterpraeceptor) de la Klosterschule de Denkendorf, un séminaire accueillant des candidats au ministère installé dans un ancien couvent des chanoines du Saint-Sépulcre (Chorherren vom Heiligen Grab).

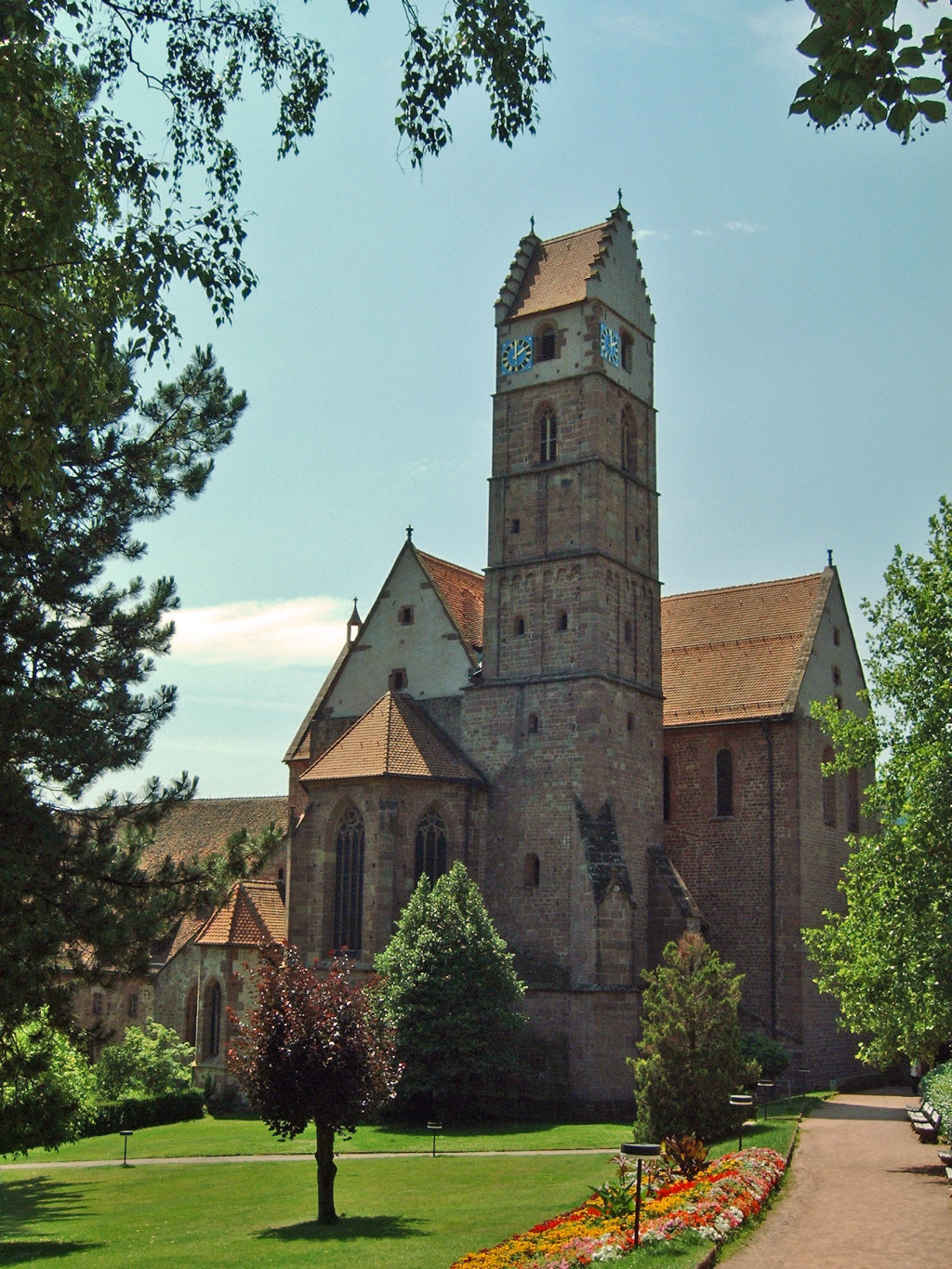
L'église abbatiale d'Alpirsbach

Ces années correspondent à sa période de plus grande activité intellectuelle et à la production de nombre d'œuvres importantes.  En 1741, il est nommé prélat (c'est-à-dire surintendant général) à Herbrechtingen, où il reste jusqu'en 1749. À cette date, il est élevé à la dignité de conseiller consistorial et d'abbé de l'église abbatiale d'Alpirsbach résidant à Stuttgart. Il se consacre désormais à ses fonctions de membre du consistoire. Une question difficile  occupe alors les tribunaux ecclésiastiques : celle de la manière de traiter ceux qui s'étaient séparés de l'église et du degré de tolérance  qu'il convenait d'accorder aux réunions tenues chez des particuliers dans un but d'édification religieuse. Le pouvoir civil était penchait pour des mesures répressives, tandis que les membres du consistoire, constatant les effets positifs de ces réunions, étaient au contraire disposés à concéder une liberté considérable. Bengel se range dans cette affaire du côté du consistoire. En 1751 l'Université de Tübingen lui confère le diplôme de « docteur en divinité ». 
La réputation de Bengel comme érudit et critique de la bible repose sur son édition du Nouveau Testament grec et son Gnomon, le commentaire exégétique de ce texte.
Bengel eut avec son épouse Johanna Regina douze enfants dont six seulement atteignirent l'âge adulte.

## Source
- (en) « Johann Albrecht Bengel », dans Encyclopædia Britannica [détail de l’édition], 1911 (lire sur Wikisource).